# Robert du Chastel
Robert François Charles Henri Marie graaf du Chastel (Nijvel, 28 februari 1761 – Doornik, 5 april 1825) was een burgemeester, militair en Eerste Kamerlid.

## Leven en werk
Du Chastel werd in 1761 geboren als een zoon van Ferdinand Eugène du Chastel en Adrienne de Rodoan. De katholieke Du Chastel behoorde tot het adellijke geslacht Du Chastel de la Howarderie en begon zijn carrière als officier in de Waalse garde. Nadien was hij 
luitenant-kolonel in Spanje. 
Vervolgens begon Du Chastel zijn politieke loopbaan en werd aanvankelijk burgemeester van Hollain. Van 21 september 1815 tot 5 april 1825 fungeerde hij als lid van de Eerste Kamer der Staten-Generaal. Tevens was hij lid van de Ridderschap van Henegouwen, van 1817 tot 1821.
Du Chastel was getrouwd met Anne Cécile Josèphe des Enffans de Vincourt. Ernest Alberic en Adolphe du Chastel de la Howarderie (1797-1845) (vader van de geadelde Henri en Camille) waren zoons uit dit huwelijk. 